# Famille de Martin
La famille de Martin ou Martin du Fresnoy (parfois Dufresnoy), est un lignage noble originaire de Savoie qui remonterait au XIIIe siècle.

## Titres
- Marquis de Cluses (1699)[1], il s'agit de l'obtention des fiefs de Cluses et Châtillon, vendu en marquisat[2]
- Seigneur de Blanzy, de Chuyt ou Chuet, de Clartans, de Compois, d'Ezery, de Loysin, de Mussel, de La Perouse, de Pormonay, de Symond
- Coseigneur de Montvuagnard, de la Vallée de Bozel.

## Historique
La famille est mentionnée en 1228.
En 1545, Jean Martin, fils de Jean, seigneur de Loysin et de Françoise-Nicolarde du Fresnoy, est l'héritier des titres et possessions de la famille du Fresnoy, à la condition 
de porter le nom et les armes de cette famille.

## Héraldique
| Famille de Martin | Les armes de la famille de Martin se blasonnent ainsi : D'or au sautoir de sable. ou D'argent au sautoir d'azur | Famille de Martin |

Les armes des du Fresnoy se blasonnent ainsi : « d'or à la fleur de lys de sable. ».

## Filiation
- Louis-Martin du Fresnoy, marquis de Cluses, baron de Châteaufort, seigneur de Chuet[5] (vivant en 1722 et encore cité en 1755), fils de Louise-Henriette de Mareste[4].

## Possessions
Liste non exhaustive des possessions tenues en nom propre ou en fief de la famille de Martin.
- Château de Chuet[4]
- Château de Châteaufort, à Motz (1722-1755)